# Catedral Santuario de Guadalupe (Dallas)
La Catedral Santuario de Guadalupe es la iglesia católica de la diócesis de Dallas. Está localizada en el Distrito de Artes en el centro de la ciudad de Dallas, Texas. La iglesia tiene la segunda membresía más grande en los Estados Unidos. Su promedio de asistencia en los domingos es de 11.200 personas.
La Catedral actualmente está llevando a cabo un proyecto de renovación multi-facética. Como un elemento de este proyecto, la Catedral recientemente construyó un campanario de 20 millones de dólares, que había planeado por el arquitecto original, Nicholas J. Clayton, y que no había sido realizado. El campanario aloja un carillón de 49 campanas.